# Laleh
Laleh Pourkarim (kendt som Laleh; født 10. juni 1982 i Bandar-e Anzali, Iran) er en svensk musiker, sanger, sangskriver og skuespiller.
Hendes karriere begyndte i spillefilmen Jalla! Jalla!, der var instrueret af Josef Fares 5. februar 2005 udgav hun sin første single, "Invisible (my song)". Hendes næste single, "Live Tomorrow" – fra samme plade, blev et stor hit både i Norge og Sverige.

## Diskografi
- Postcards (2019)
- Vänta! (2019)
- Kristaller (2016)
- Boom (EP) (2014)
- Sjung (2012)
- Me and Simon (2009)
- Prinsessor (2006)
- Laleh (2005)